# Sefarad (banda)
Sefarad fue una banda de música sefardí de Turquía. El grupo es muy conocido y popular en Turquía y la República Turca del Norte de Chipre, ya que interpretan melodías en ladino y en turco. Su primer álbum llegó al tope de las carteleras en 2004.

## Origen de su nombre
El nombre de la banda es el antiguo nombre empleado por los judíos para referirse a España, de donde vinieron los sefardíes y el idioma judeoespañol. Los integrantes de Sefarad son judíos sefarditas.

## Integrantes
Los integrantes de la banda son Sami Levi (voz principal)- nacido en Estambul el 13 de abril de 1981, el cual estudió en la escuela Göztepe Lisesi; Cem Stamati (bajo) - nacido en Estambul el 21 de enero de 1981 y egresado de la escuela judía Ulus Özel Musevi Lisesi, y Ceki Benşuşe (guitarra)- nacido en Estambul el 19 de julio de 1980 y graduado en 1999 de misma escuela judía donde estudió Stamati, la Ulus Özel Musevi Lisesi.

## Influencias musicales
La música de Sefarad sigue el estilo de Goran Bregović, con sonidos de clarinete, kanun, trompetas y darbuka típicos de la música turca, los cuales hacen de la música de esta banda lo que se denomina "música judía étnica". Sus canciones son en turco y en ladino. Entre sus canciones más conocidas están "Osman Ağa", "Istanbul'dan Üsküdar'a Yol Gider", "Bodrum", "Ben seni severim", "Los Bilbilikos", "Vakti geldi", "Si veriyas a la rana", "Los Kaminos de Sirkeci" y "Seni ne çok sevdiğimi".

## Discografía
- Sefarad (2003)
- Sefarad II (2005)
- Evvel Zaman ("Antes del tiempo", 2007)